# جون مارتن (صحفي)
جون مارتن (بالإنجليزية: John Martin)‏ هو صحفي أمريكي، ولد في 2 يونيو 1893 في لويفيل في الولايات المتحدة، وتوفي في 19 مايو 1985 في ساراتوغا سبرينغس في الولايات المتحدة.

## وصلات خارجية
- جون مارتن على موقع الموسوعة البريطانية (الإنجليزية)